# Gnas
Gnas je městys v rakouské spolkové zemi Štýrsko, v okrese Jihovýchodní Štýrsko.
K 1. lednu 2019 zde žilo 6 016 obyvatel.